# انتقام زامبی‌ها
انتقام زامبی‌ها (اسپانیایی: La rebelión de las muertas‎) یک فیلم ترسناک اسپانیایی به کارگردانی لئون کلیمووسکی و بازیگری پائول نسچی است که در سال ۱۹۷۳ منتشر شد. نام اصلی اسپانیایی این فیلم، La rebelión de las muertas به عنوان شورش مردگان ترجمه می‌شود.

## داستان
در این فیلم زامبی، مردی مرموز سراسر انگلستان زنان بی‌گمان را به قتل می‌رساند. هر دفعه که قربانی‌ای کشته می‌شود، توسط فرد هندی‌ای به نام کانتاکا به زندگی برگردانده می‌شود تا به ارتش زامبی او ملحق شوند.

## بازیگران
- پائول نسچی
- میرتا میلر
- ماریا کوستی
- لوئیس سیخس